# Katonai Vitézségi Érem (olasz)
Az olasz Katonai Vitézségi Érem (olasz nyelven: Medaglia d’oro al Valore Militare) egy katonai kitüntetés, amelyet bátor és önfeláldozó haditettért kaphatnak a katonák. A kitüntetésnek 3 fokozata van (a különlegessége, hogy Olaszország szinte minden vadászrepülője megkapta ezt a kitüntetést): 
- Katonai Arany Vitézségi Érem
- Katonai Ezüst Vitézségi Érem
- Katonai Bronz Vitézségi Érem